# Songs About Running Away
Songs About Running Away är The Lost Patrols andra studioalbum, utgivet 2003 på Burning Heart Records (Europa) och Epitaph Records (USA).

## Låtlista
Där inte annat anges är låtarna skrivna av Dennis Lyxzén.
1. "No New Manifestos"
2. "Out of Date"
3. "The Way Things Are
4. "Alright" (Lisa Miskovsky)
5. "Left and Leaving"
6. "Restating the Obvious"
7. "Going Going Gone"
8. "The Last Goodbye"
9. "Something Missing"
10. "200 Reasons Why"
11. "Same Heart That Will Tear Me Apart
12. "Desperate Attempts" (musik: Miskovsky)

## Singlar

### Alright
1. "Alright"
2. "To Write Songs That Matter"
3. "Slow, Slow, Slow"

## Medverkande
- Elin Berge – foto
- Daniel Berglund – trummor
- Fredrik Fagerlund – elgitarr (10)
- Stefan Granberg – akustisk gitarr (2, 5), mandola (5), sång (10)
- Pelle Gustavsson – bas (1-2, 4–7), ståbas (6)
- Tomas Hedlund – trummor (2), slagverk (4, 9, 12)
- Pelle Henricsson – mastering
- Inge Johansson – bas (7, 11), ståbas (11)
- Jonas Kullhammar – klarinett (1), flöjt (2, 8–9), saxofon (2, 4, 7, 12)
- Jonas Lidström – sång (1–2, 4–5, 7–9, 12)
- Jonas Lindström – bas (10, 12), orgel (7), piano (1–2, 6, 8, 11)
- Mattias Lindström – piano (10, 12)
- Måns Lundberg – akustisk gitarr (3), elgitarr (4), mixning, orgel (5), piano (3, 9), slidegitarr (11)
- Dennis Lyxzén – akustisk gitarr (1–3, 5–12), sång, producent
- Lisa Miskovsky – akustisk gitarr (4), sång (1, 4, 6–8, 11–12)
- Andreas Nilsson – slagverk (8)
- Henrik Oja – akustisk gitarr (8), mixning, slagverk (7)
- Oskar Sandlund – trummor (5, 10)
- André Sandström – trummor (1, 6–8, 11)
- David Sandström – slagverk (5), producent (5, 10), sång (5, 10)
- Anders Stenberg – elgitarr (1–2, 4, 6–9, 11–12)
- Peder Stenberg – sång (1, 4, 7–10, 12)
- Lars Strömberg – bas (9)
- Hugo Sundkvist – artwork

## Mottagande
Songs About Running Away har medelbetyget 2,8/5 på Kritiker.se, som sammanställer bland annat skivrecensioner, baserat på fem omdömen.

### Fotnoter
1. 1 2  ”Songs About Running Away”. Discogs.com. http://www.discogs.com/Lost-Patrol-Songs-About-Running-Away/release/2538630. Läst 19 december 2012.
2. ↑  ”Songs About Running Away”. Kritiker.se. http://kritiker.se/skivor/lost-patrol/songs-about-running-away/. Läst 19 december 2012.